# حازم قرفول
حازم يونس قرفول هو الحاكم الثاني عشر لمصرف سوريا المركزي، عُيّن في المنصب بموجب المرسوم الرئاسي رقم 299 تاريخ 24/09/2018 وأُقيلَ من منصبه بتاريخ 13 أبريل 2021. متزوج وله ولد وحيد.